# 许政扬
许政扬(1925年—1966年)，字照蕴，浙江海宁硖石人。中国古典学家，南开大学教授。

## 生平
1925年许政扬出生在海宁的一个书香世家。其祖上许梿为道光进士。1945年考入光华大学中文系，1946年转入燕京大学中文系，师从孙楷第先生，与周汝昌为同窗好友，两人共同校注《水浒传》。1950年考入燕京大学研究院，是新中国第一届古典文学研究生。1952年研究生毕业后到南开大学中文系任教。开设过的课程主要有：中国文学史、宋元文学史以及元曲等。
1958年被“拔白旗”，后患肝病，常年臥床。1966年文革开始后，他被列入中文系的李何林“反党集团”中遭到劳改批判抄家，所著学术论集被红卫兵洗劫一空，1966年8月不忍受辱投水自杀。骨灰没有被保留。
文革结束后许政扬被平反，进行“骨灰安放仪式”，仅有一本所著《古今小说》代替。

## 家庭
有两个女儿，长女许檀，出生于1953年， 次女许棉，出生于1958年。

## 著作及校注
- 《古今小说》（校注本），人民文学出版社，1958年4月北京第一版
- 《喻世明言》（校注本），人民文学出版社，1997年，ISBN 9787020018673
- 《许政扬文存》，中华书局，1984年11月第1版，统一书号:10018-548
- 《许政扬文存（增订本）》，中华书局，2015年8月，ISBN 9787101109672